# Ichalia
Ichalia (in greco Οιχαλία?, Oichalia) è un comune della Grecia situato nella periferia del Peloponneso (unità periferica della Messenia) con 11681 abitanti secondo i dati del censimento 2001
A seguito della riforma amministrativa detta Programma Callicrate in vigore dal gennaio 2011 che ha abolito le prefetture e accorpato numerosi comuni, la superficie del comune è ora di 415 km² e la popolazione è passata da 2797 a 11681 abitanti